# Neopomacentrus sindensis
Neopomacentrus sindensis är en fiskart som först beskrevs av Day, 1873.  Neopomacentrus sindensis ingår i släktet Neopomacentrus och familjen Pomacentridae. Inga underarter finns listade i Catalogue of Life.